# Париж (фильм)
«Париж» (фр. Paris) — фильм Седрика Клапиша, снятый в 2008 году.

## Сюжет
Пьер (Дюрис), в прошлом профессиональный танцовщик, страдает от серьёзного заболевания сердца. В ожидании трансплантации, которая спасет (или не спасет) его жизнь, он коротает время, сидя на балконе и наблюдая за проходящими людьми. И даже когда к Пьеру переезжает его сестра Элиза (Бинош) с тремя детьми, он решает не отказываться от новых привычек, ведь теперь весь Париж «танцует» у него под балконом.

## В ролях
- Жюльет Бинош — Элиза, сестра Пьера
- Ромен Дюрис — Пьер
- Мелани Лоран — Летиция
- Фабрис Лукини — Рональд Вернуэль
- Альбер Дюпонтель — Жан
- Карин Виар — заведующая пекарней
- Оливия Бонами — Диана
- Франсуа Клюзе — Филипп Вернуэль
- Жиль Леллуш — Фрэнки
- Сабрина Уазани — Клаудия
- Седрик Клапиш — человек на крыше, в титрах не указан

## Саундтрек
- 01. Kraked Unit — Munivers De Paris
- 02. Wax Tailor Featuring Charlotte Savary — Seize The Day
- 03. Artur Nunes — Tia
- 04. Kraked Unit — L’air Des Cendres
- 05. Rosemary Clooney — Sway
- 06. Quincy Jones — Comin' Home Baby
- 07. Philippe Katerine — Louxor J’adore
- 08. Wilson Pickett — Land Of 1000 Dances
- 09. Grant Phabao, Carlton Livingston et The Lone Ranger — Runnin' For My Life
- 10. Kraked Unit — Douala Paris
- 11. Kraked Unit — I Love Bidoche!
- 12. Ah Hum Babe! — Osmium
- 13. We Don’t Give A F!! — Ardag
- 14. Kraked Unit — Les Fleurs Du Slam
- 15. Erik Satie — Gnossienne № 1